# Дыши во мгле
«Дыши во мгле» (фр. Dans la brume; дословно — «В тумане») — канадско-французский фантастический фильм-катастрофа 2018 года о супругах, которые пытаются спасти себя и свою дочь от убийственного тумана, заполонившего улицы Парижа. Премьера фильма состоялась во Франции на международном кинофестивале Fantasia 4 апреля 2018 года.  В России фильм вышел 26 апреля 2018 года.

## Сюжет
Семейная пара Матье и Анна живет с дочерью Сарой, которая из-за болезни не имеет возможности жить вне специальной барокамеры. Однажды Матье приезжает из Канады, и рассказывает Анне, что нашел новую перспективную методику для лечения болезни дочери, Анна сомневается насчет неё. Внезапно в городе начинается землетрясение, а из-под земли начинает подниматься смертоносный туман, заполняя улицы Парижа и убивая всех, кто в нём оказывается. Это явление успевает заполнить всю столицу, и единственными живыми обитателями остались те, кто успел подняться на крыши и верхние этажи домов, в том числе Матье и Анна, которые оставив свою дочь в своей герметичной камере, спаслись у соседей, пожилой пары Люсьен и Колетт, которые проживают на верхнем этаже, куда туман не доходит. Но в городе нет электричества, и барокамера Сары работает от батареи, заряда которой осталось на несколько часов. Матье решает спуститься вниз в квартиру к Белкасему, мужчине, который из-за своей болезни пользуется кислородной маской, чтобы с её помощью добраться в свою квартиру к дочери. Ему это удается, и Матье меняет батарею в камере дочери. На обратном пути он решается выйти на улицу, чтобы поискать помощь. Там он встречает спасателей, которые ведут группу выживших в безопасное место. Матье отказывается идти с ними из-за семьи, и берет у них две кислородные маски для себя и жены. Ночью в коридоре Матье замечает, что уровень тумана медленно поднимается. Анна решает спуститься в квартиру к дочери, чтобы увидеться с ней, и заменить батарею в камере. На следующий день они решают уходить к родителям подруги Сары, а для этого нужен специальный костюм для дочери, который есть в лаборатории в центре Парижа. Матье и Анна добираются до лаборатории, где находят костюм для Сары. Но кислорода осталось очень мало, и Матье отдает костом Анне, чтобы она доставила его домой, а сам решает вернуться по крышам зданий, по пути отбирая кислородную маску у полицейского. Вернувшись в дом, Анна обнаруживает что костюм пострадал из-за взрыва в лаборатории, и он непригоден для эксплуатации. У дочери заканчивается заряд в камере, и она отключается. Анна рискует, и спускается в квартиру без маски, подключая зарядное устройство к камере дочери, но не успевает вернуться обратно, и умирает от тумана. Происходит новое землетрясение, и туман начинает быстро подниматься еще выше. Матье решает вернуться за костюмом военного, который он ранее заметил в фургоне на улице, чтобы переделать его для дочери. Пожилая пара остается, чтобы умереть в своей квартире. На обратном пути Матье теряет сознание, а затем видит свою дочь и её друга на улице вне камеры. Оказывается, туман безвреден для людей с таким заболеванием, как у неё, и она может свободно дышать.
Спустя некоторое время Матье приходит в сознание, находясь в камере, в которой ранее находилась его дочь. 

## В ролях
- Ромен Дюрис — Матье
- Ольга Куриленко — Анна
- Фантина Ардуин — Сара
- Мишель Робен — Люсьен
- Анна Гейлор — Колетт
- Морис Антони - Белкасем